# 봉봉

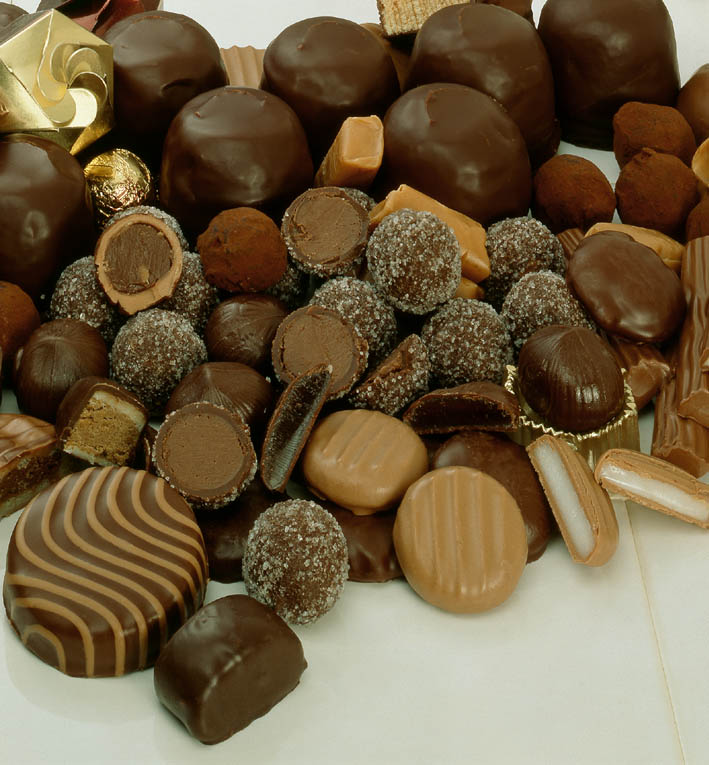
봉봉

봉봉(프랑스어: bonbon)은 겉을 초콜릿으로 감싼 작은 당과류이다.

## 이름
프랑스어 "봉봉(bonbon)"은 "좋다"라는 뜻의 "봉(bon)"을 두 번 겹쳐 만든 말로, 사탕과 초콜릿, 젤리 등 작은 크기의 당과류를 아울러 일컫는다. 영어권이나 한국 등지에서 "봉봉"으로 알려진 초콜릿 간식은 프랑스에서 "초콜릿 봉봉"이라는 뜻의 봉봉 드 쇼콜라(bonbon de chocolat)로 불린다.

## 같이 보기
- 트뤼프 앙 쇼콜라
- 프랄린